# William Luna
William Luna Moscoso (Cusco, 14 de diciembre de 1967) es un cantante y compositor peruano de música andina.

## Primeros años
Hijo de William Luna Rozas y María Moscoso Ojeda, Luna vivió su infancia en el centro histórico de la ciudad del Cuzco y en el pueblo andino de Yucay. Estudió en el Colegio Salesiano del Cuzco, dirigido por religiosos jesuitas y salesianos, sin embargo, terminó su secundaria en el Colegio Nacional de Ciencias del Cusco. Ya desde su etapa escolar, pertenecía al coro dominical de su parroquia. A los once años, estudió inglés, llegando a aprenderlo antes que el quechua, por incentivo de su madre puesto a su aproximación a la música angloparlante.
A los catorce años, aprendió a tocar la guitarra y comenzó a musicalizar los temas que ya componía hacía tres años. Luego, aprendió piano e ingresó al Instituto Superior de Música Leandro Alviña Miranda de su ciudad, aunque no llegó concluir sus estudios. Intentó también, seguir una carrera profesional en la Universidad Nacional de San Antonio de Abad (Agrotecnia, Zoología, Biología e Ingeniería de Sistemas) pensando que no tendría ingresos suficientes, solamente con una carrera musical.

## Carrera
La infancia de Luna fue la más importante etapa de su vida según su propio testimonio, pues allí fue donde fortaleció su sensibilidad y enriqueció su conocimiento natural de la ciudad que la rodeaba, desde su adolescencia. Sin embargo, el origen cuzqueño era causa de numerosos prejuicios entre la sociedad de esos años, por lo que, la música andina no era su proyección. Luna viajó a Santiago de Chile para forjarse con la identidad andina, es allí donde graba su primer disco y su primer éxito "Vienes y te vas". Posteriormente lanzó su segundo disco, cuya canción Niñachay consiguió el galardón del Festival Latinoamericano de la Unión de los Pueblos.
Regresó al Perú y editó el álbum Mírame, donde incluye los temas "Vienes y te vas" y "Linda mi cholita", que llamó la atención de numeroso público e inició el nacimiento de un nuevo género musical: el folclor contemporáneo andino o "trova andina". Esto aceleró su carrera musical desde su cuarto álbum.
William Luna ha dado conciertos en Perú, Bolivia, Chile, Colombia, Ecuador, México, República Dominicana, Estados Unidos, Canadá. También lo ha hecho en Europa, en países como: Suecia, España, Alemania, Italia, Bélgica, Francia, Suiza.  
Ecuador le abrió las puertas a su arte musical y lo presentó por cinco años consecutivos en el festival latinoamericano "Cantos de libertad", en la ciudad de Quito. Es así que comienza a radicar por períodos largos en dicho país. Cuando el joven cantante y empresario de la música Pedro Francisco, convencen al mánager Jaime Rojas de la empresa Orccus, para hacer una gira promocional por Ecuador, con todos los gastos pagados, a garantía de tener el empresario la exclusividad de los posibles contratos en adelante. La primera ciudad que visitaron fue Guayaquil, para iniciar la visita y entrevistas a los programas de televisión con mayor audiencia. Fue el inicio de darse a conocer en todo el país norteño, luego viajaron a Vinces, donde no tuvo tanta acogida. Debido a ello, el empresario de la música, no obtuvo la garantía de la representación para las siguientes temporadas de visita y giras en dicho país. 
En 2005, viajó a Vancouver (Canadá) para presentarse en el Norman Rothstein Theatre. Posteriormente fue invitado a los Estados Unidos por la ONU, al Foro de los Pueblos Indígenas. Posteriormente fue invitado para el Festival de la Cerveza. En 2006 volvió a Canadá para el festival Latino Soy, para finalmente realizar su primera gira por Europa (España e Italia). En 2007 radicó por un corto periodo en Estocolmo y al año siguiente participó en el festival ecuatoriano Cantos por la Libertad junto a los Kjarkas.
Produjo el primer concierto sinfónico andino en Perú y grabó dos producciones: Lo mejor y nuevo de William Luna (originalmente en 2008) y Huaynos tradicionales En serio - Volumen 1. En esos días, Luna se convirtió al cristianismo protestante, en que grabó su primer álbum de alabanza y agradecimiento espiritual a Jesús, Refugio. Su segunda producción también como cristiano –En el nombre de Jesús– llevó al artista por nuevos rumbos, Estados Unidos y Europa. En República Dominicana asentó su espiritualidad cristiana y en la actualidad lleva su ministerio cristiano de fe "León de Judá". Adicionalmente, tuvo un rol menor como religioso en la película La ciudad de los reyes, dirigido por Antonio Rugel.
En 2011, Luna fue invitado por el partido político Adelante, presidido por Rafael Belaunde Aubry, y se presentó a elecciones para el congreso 2011, sin alcanzar su objetivo al no pasar la valla electoral del partido, a pesar de que fue el más votado de toda la lista de "Adelante" en Lima y en el extranjero. 
El cantautor peruano Pepe Alva, lo invitó a ser parte del proyecto Kuska Perú. En este proyecto, también participarían los reconocidos cantantes andinos Max Castro y Diosdado Gaytan Castro. En el 2011 Kuska se presentaría en el país de Argentina en el Teatro Nacional de Buenos Aires. Se grabaron dos videos clips de las canciones: “Pechito Corazón” y “Valle”. Kuska también realizó giras en el interior del Perú.
En 2012, Luna grabó un tema titulado "Linda wawita" de la composición de Juan Carlos Fernández para la serie de televisión Al fondo hay sitio. Este tema se convirtió en un éxito en las redes sociales. Además, concursó en el reality show de baile El gran show en 2013.

## Reconocimientos
En 2006, la Asociación Peruana de Autores y Compositores premió al compositor como "mejor cantante folklórico".

## Discografía

### Mírame(1999)
1. Vienes y te vas
2. Linda la cholita
3. Chiriwayra (quechua: Viento helado)
4. Willka ñusta (quechua: Sagrada princesa)
5. Mírame
6. Full Mercedes-Benz
7. El gato gris
8. Te quiero esta noche
9. La mujer de otro hombre
10. Linda la cholita (karaoke)
11. Nuestra promesa (Bonus Track)

### Romance andino(2000)
1. Sin tu amor
2. Nuestra promesa
3. Niñachay (Niñita mía)
4. Amor herido
5. Malos caminos
6. Quisiera quererte
7. No me mientas
8. Qosqollay (quechua: Mi cusquito)
9. De la nada
10. Sufrir y llorar
11. Vuelve
12. Déjate amar (bonus track)

### Como si no supiera(2003)
1. Ama kiriwaychu mamita
2. Y tú no me extrañaras
3. La rotonda
4. No vuelvas más
5. Como si no supiera
6. Mi Valentín
7. Puno querido
8. Laguna de Paca
9. Un amor me está matando
10. Paisana
11. Si me dejas

### Tu amor ajeno(2004)
1. Como una gota en sequía
2. Yo, tu enemigo
3. Tu amor ajeno
4. De Maras es mi amor
5. Me voy
6. Nada me queda
7. El sabor de tu engaño
8. Sin luz, sin mañana
9. Te amo
10. Te recordaré
11. Respira
12. Ella ya no me quiere
13. Milagro

### Hasta el final(2005)
1. Acaso yo
2. Uchu luru ñawisitu
3. Hasta el final
4. Negra del alma
5. Garúa
6. El vuelo del kilincho
7. Valicha
8. Mantaro
9. Nadie me espera
10. Sunqullay (quechua: Mi corazoncito)
11. Si por mí fuera
12. Norma
13. Como una gota en la sequía (Bonus Track)

### En vivo con la Orquesta Sinfónica(2006)
1. Linda mi cholita
2. Ama kiriwaychu mamita
3. Mírame
4. El vuelo del Kilincho
5. De la nada
6. Hasta el final
7. Niñachay
8. Valicha
9. Sin tu amor
10. Respira
11. Vienes y te vas
12. Mi Valentín
13. Garúa
14. Acaso yo
15. Bonus Track: Salvapantalla (Valentín Luna M.)

### María María(2008)
1. Ella es mía
2. Si la vez
3. Parquecito regocijo
4. El vuelo del Kilincho
5. A las orillas del Vilcanota
6. En mi tierra es Navidad
7. Luna, luna
8. María, María
9. Nosotros los tres
10. Viento y arena
11. Mi Valentín
12. ¡Ay! Mi mamacita
13. Ojalá
14. Dime destino

### William Luna: Lo mejor en DVD(2008)
1. Niñachay
2. De la nada
3. No me mientas
4. Vienes y te vas
5. Nuestra promesa
6. Linda la cholita
7. Sin tu amor
8. Vuelve
9. Qosqollay
10. Amor herido
11. Hasta el final
12. Te quiero esta noche
13. Niñachay (karaoke)
14. Backstage (Detrás de cámaras)
15. Linda cholita
16. Linda Wawita

### Lo Nuevo y Lo Mejor(2014)
1. Lluvia
2. Niñachay
3. Tonta
4. Vienes y te vas
5. Ay mi mamacita
6. De la nada
7. Como si no supiera
8. Linda mi cholita
9. No hay dolor más fuerte que el alma
10. Mi Valentín
11. Ama kiriwaychu mamita
12. No me mientas
13. Acaso porque soy pobre
14. Hasta el final
15. Esquinita linda